# Ricky Martin

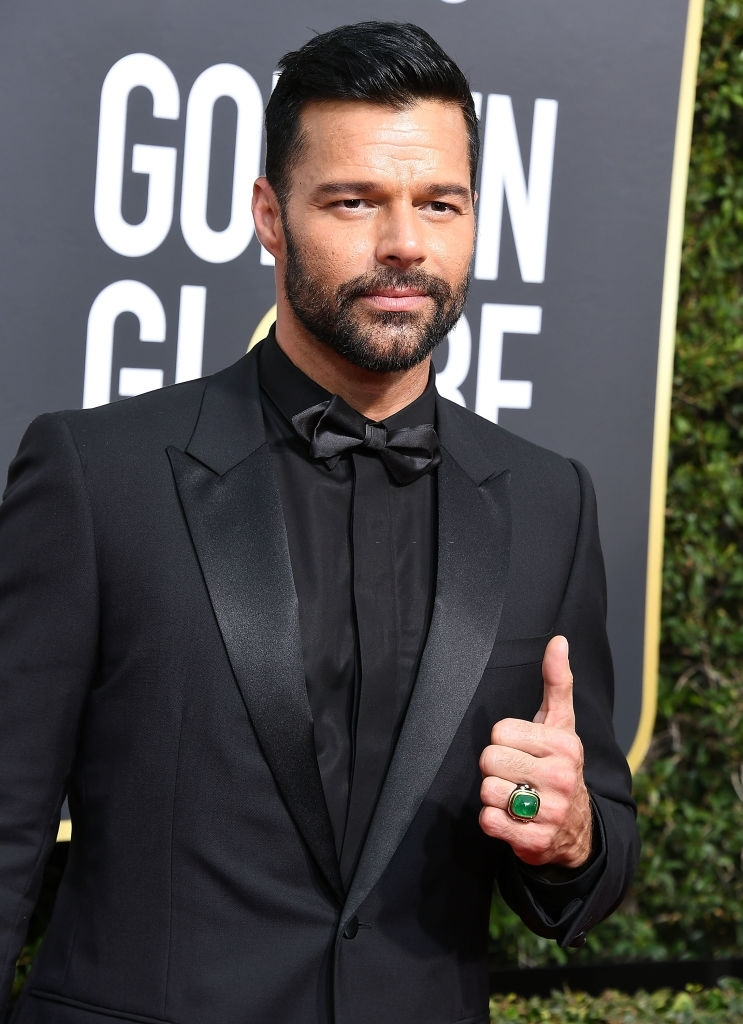
Ricky Martin (2018)

Ricky Martin (* 24. Dezember 1971 in Hato Rey als Enrique José Martín Morales) ist ein puerto-ricanischer Latin-Pop-Sänger und Schauspieler. Er besitzt auch die spanische Staatsbürgerschaft.

## Leben

### Kindheit
Ricky Martin wurde 1971 in Hato Rey, einem Stadtteil San Juans, als Sohn des Psychologen Enrique Martín Negron und der Buchhalterin Nereida Morales geboren. Seine Eltern ließen sich scheiden, als er zwei Jahre alt war. Er besuchte die Sagrado-Corazón-Grundschule, nahm an Schulaufführungen teil und sang im Schulchor. Er begann Gesangsstunden zu nehmen und sprach für Fernsehwerbespots vor. 1984 wurde er in die Latino-Boygroup Menudo aufgenommen. Die zahlreichen Tourneen, das Lernen mit einem Privatlehrer und der unablässige Umgang mit Fans ermüdeten ihn. Er verließ die Gruppe 1989, kehrte nach Puerto Rico zurück und beendete die High School. Nach dem Abschluss entschloss er sich, nach New York City zu ziehen.

### Karriere

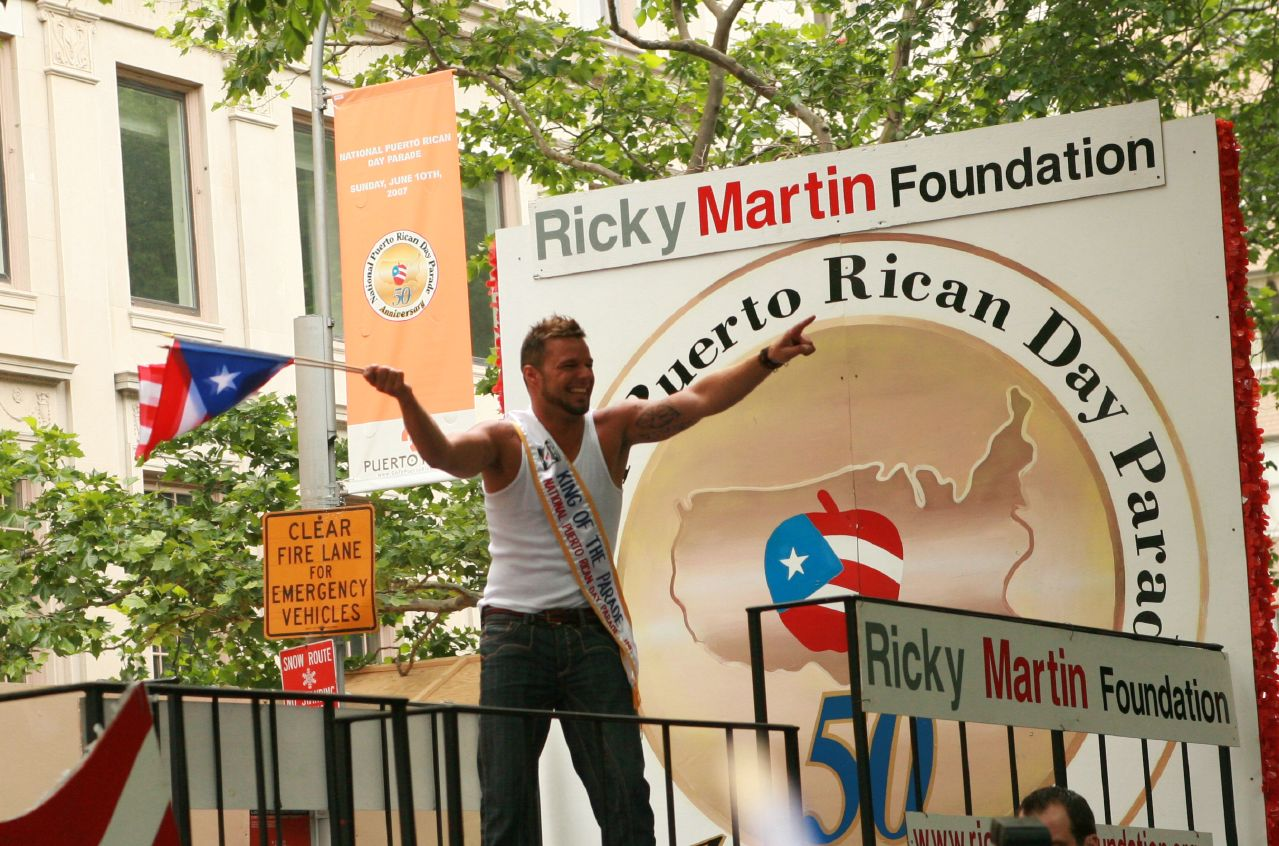
Ricky Martin (2007)

Für Bühnenauftritte zog er nach Mexiko-Stadt. Neben verschiedenen Rollen im Fernsehen erhielt er die Hauptrolle im Musical Mamá Ama El Rock. Im Folgejahr unterschrieb er einen Plattenvertrag bei Sony Music. In Mexiko traf er seinen ehemaligen Bandfreund Robi Rosa wieder, mit dem er seitdem zusammenarbeitet. Gemeinsam schrieben sie das erste Album Ricky Martin, das 1991 ein großer Erfolg in den lateinamerikanischen Charts wurde. Zwei Jahre später wurde das noch erfolgreichere Album Me Amarás veröffentlicht und machte ihn zu einem Superstar in Lateinamerika. Beide Alben erreichten in zahlreichen Ländern Goldstatus, dennoch beschränkte sich Martins Erfolg damals noch auf die lateinamerikanische Region.
Das war der Grund, weshalb es ihn 1994 nach Los Angeles zog. Während er die Rolle eines Barkeepers in der Serie General Hospital spielte, arbeitete er an seinem dritten Album A Medio Vivir, das 1995 veröffentlicht wurde. Die Mischung aus lateinamerikanischer Musik und Rockeinflüssen erklärt seine von lateinamerikanischer Musik geprägte Kindheit und seine Begeisterung für Sänger wie David Bowie und Cheap Trick. Das Album verkaufte sich innerhalb eines halben Jahres mehr als eine halbe Million Mal und erreichte Goldstatus. Seine Rolle in General Hospital führte ihn zur Rolle des Marius in dem Broadway-Musical Les Misérables. Darüber hinaus wurde er engagiert, um die spanische Version von Walt Disneys Hercules zu synchronisieren.
Auch den portugiesischsprachigen Markt vor allem in Lateinamerika eroberte er 1996 mit dem Titelsong zur Telenovela Salsa e Merengue des Senders Rede Globo – bei dem Stück handelt es sich um eine weitere Version seines Hits aus dem Album A Medio Vivir. Sein viertes Album Vuelve, das 1998 erschien, wurde international gut verkauft. Die Singleauskopplung La Copa De La Vida wurde zur Hymne der Fußball-Weltmeisterschaft 1998 und machte Martin weltweit bekannt. Er trat bei der Grammy-Verleihung 1999 auf, wo Vuelve als Best Latin Pop Album ausgezeichnet wurde. Nach der Verleihung versechsfachten sich die Albenverkäufe.
Im selben Jahr veröffentlichte Martin sein fünftes und zugleich erstes englischsprachiges Album Ricky Martin (titelidentisch mit dem ersten Album). Er sang Livin’ la Vida Loca, die zur meistverkauften Nummer-eins-Single bei Columbia Records wurde, bei der NBC Today Show, die dadurch hohe Einschaltquoten erreichte. Der Song wurde mit den MTV Video Music Awards for Best Dance Video und Best Pop Video ausgezeichnet. Martin erhielt Auszeichnungen wie MTV North Latin Viewer’s Choice, MTV South Latin Viewer’s Choice, MTV Russia Viewer’s Choice und World’s Best Selling Latin Male (World Music Awards). Zeitgleich hatte er eines der meistverkauften Alben des Jahres und mehr als 250 ausverkaufte Konzerte auf seiner Welttournee.

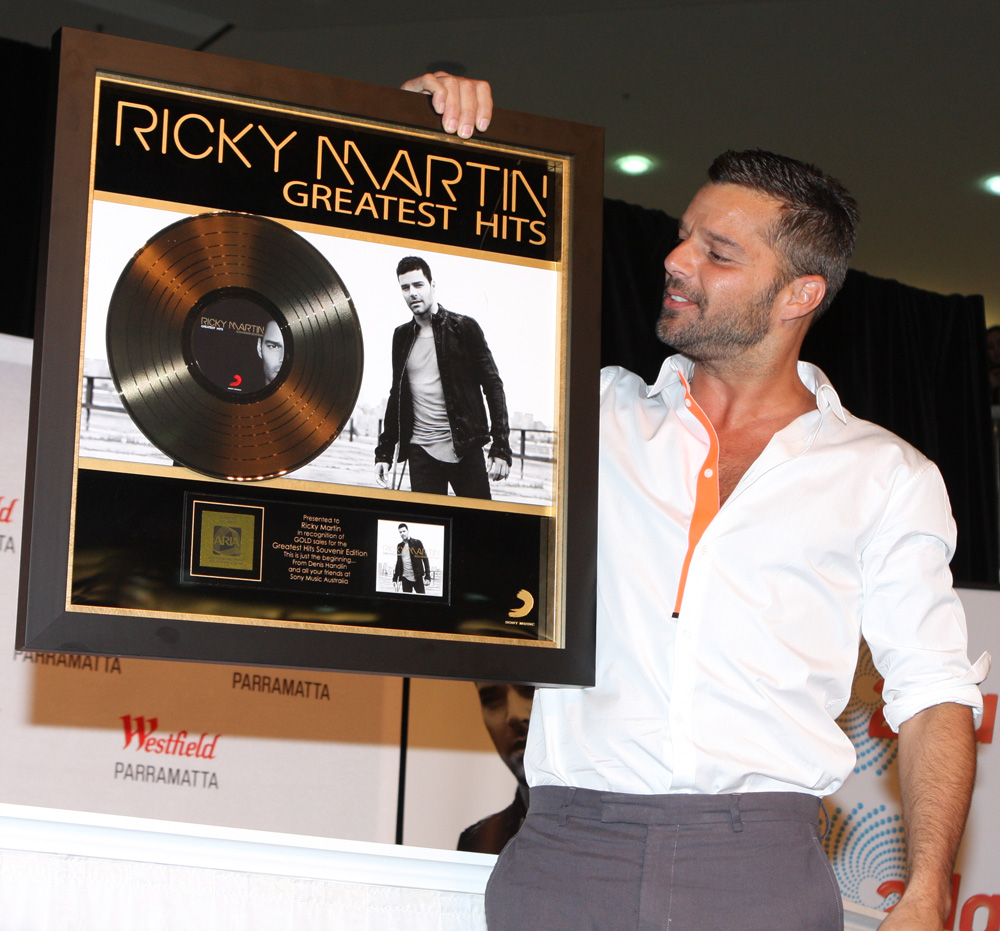
Ricky Martin (2013)

Im Jahr 2000 veröffentlichte er das sechste Album Sound Loaded, das erneut englischsprachig ist. Er konnte seine Erfolge fortsetzen, auch durch die Single-Auskopplungen She Bangs und das Duett mit der Sängerin Christina Aguilera Nobody Wants to Be Lonely. Mit den folgenden Studioalben Almas del silencio (2003) und Life (2005) konnte Martin in Europa nicht mehr an die vorherigen Erfolge anknüpfen. In Lateinamerika und den USA ist er jedoch weiterhin sehr erfolgreich.
Bisher hat Martin 55 Millionen Alben und acht Millionen Singles weltweit verkauft. Seit vielen Jahren engagiert er sich für karitative Einrichtungen wie die Pediatric AIDS Foundation, Carousel of Hope und Rainforest Foundation. 2001 trat er im Rahmen des Tribut to Brian Wilson auf und sang dort die Lieder California Girls und Help Me, Rhonda. Die Auftritte wurden auf DVD veröffentlicht. Im Juli 2011 spielt er sein einziges Deutschlandkonzert im Rahmen seiner Música + Alma + Sexo World Tour in der Arena of Pop in Mannheim. Im Februar 2012 folgte ein Gastauftritt in der Fernsehserie Glee. Martin ist seit der zweiten Staffel im Jahr 2013 Jurymitglied und Coach in der australischen Gesangs-Castingshow The Voice, die auf Nine Network ausgestrahlt wird. In der zweiten Staffel der Fernsehserie American Crime Story verkörpert er Antonio D’Amico, den Lebensgefährten von Gianni Versace.

## Privatleben

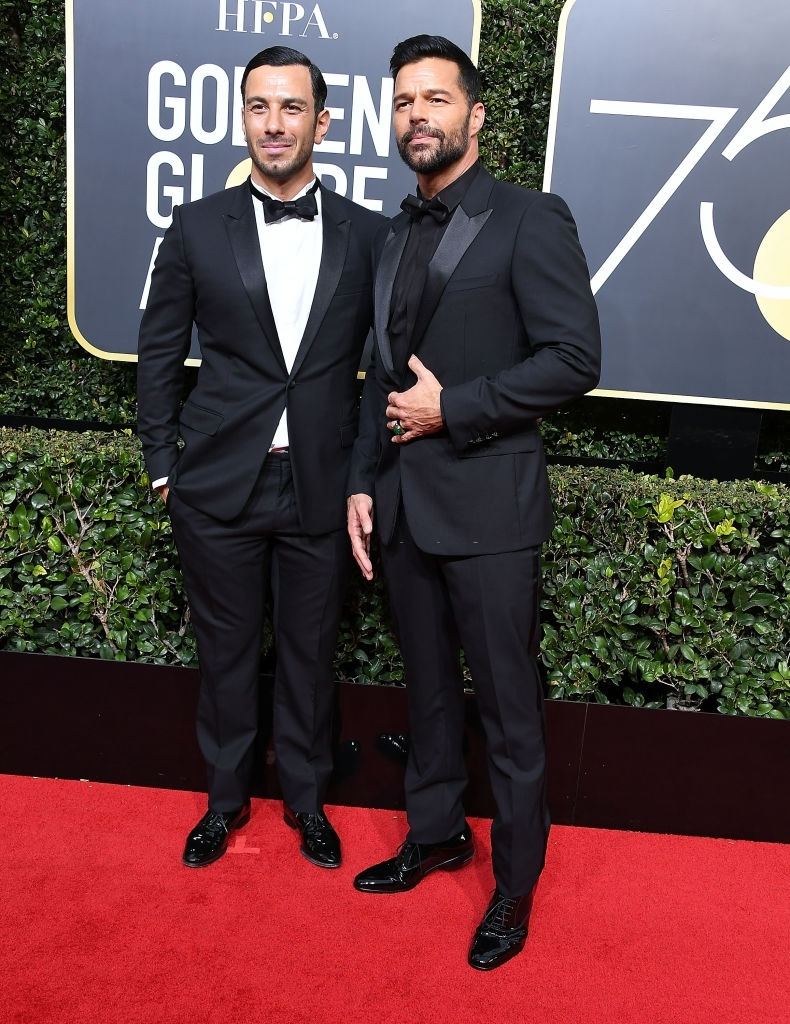
Ricky Martin (rechts) mit seinem Mann Jwan Yosef bei den Golden Globe Awards 2018

Ricky Martin ist 2008 mit Hilfe einer Leihmutter Vater von Zwillingen geworden. Die spanische Zeitschrift ¡Hola! hat ihn im Dezember 2008 zum ersten Mal gemeinsam mit seinen Söhnen abgebildet. In einem Exklusiv-Interview mit der Zeitschrift sagte er, dass er sich für eine Leihmutterschaft entschieden habe, weil eine Adoption langwierig und kompliziert sei.
2010 gab Martin bekannt, dass er stolz darauf sei, sagen zu können, ein glücklicher homosexueller Mann zu sein, nachdem er auf Anraten seiner Berater jahrelang seine sexuelle Orientierung verheimlicht habe, um keine weiblichen Anhänger zu verlieren.
Im Jahr 2011 bekam er durch die spanische Regierung per Gnadenerlass die spanische Staatsbürgerschaft verliehen, damit er seinen Lebensgefährten Carlos González heiraten konnte. Das Paar trennte sich im Januar 2014. Im November 2016 gaben Ricky Martin und Jwan Yosef ihre Verlobung bekannt; sie heirateten im Januar 2018. Im Juli 2023 wurde bekannt, dass sich das Paar getrennt hat.

## Rezeption
- Mit dem Song María bewarb Martin ab Mitte der 1990er Jahre in Lateinamerika die koffeinhaltige Limonade des Unternehmens PepsiCo. In dem Werbespot lautet der Refrain: Un, dos, tres! Nada como una Pepsi, María.

- Die deutsche Band Die Ärzte erwähnen Martin in ihrem Song Unrockbar.[8]

## Diskografie
Studioalben

| Jahr | Titel Musiklabel                   | Höchstplatzierung, Gesamtwochen, AuszeichnungChartplatzierungen (Jahr, Titel, Musiklabel, Platzierungen, Wochen, Auszeichnungen, Anmerkungen) | Höchstplatzierung, Gesamtwochen, AuszeichnungChartplatzierungen (Jahr, Titel, Musiklabel, Platzierungen, Wochen, Auszeichnungen, Anmerkungen) | Höchstplatzierung, Gesamtwochen, AuszeichnungChartplatzierungen (Jahr, Titel, Musiklabel, Platzierungen, Wochen, Auszeichnungen, Anmerkungen) | Höchstplatzierung, Gesamtwochen, AuszeichnungChartplatzierungen (Jahr, Titel, Musiklabel, Platzierungen, Wochen, Auszeichnungen, Anmerkungen) | Höchstplatzierung, Gesamtwochen, AuszeichnungChartplatzierungen (Jahr, Titel, Musiklabel, Platzierungen, Wochen, Auszeichnungen, Anmerkungen) | Höchstplatzierung, Gesamtwochen, AuszeichnungChartplatzierungen (Jahr, Titel, Musiklabel, Platzierungen, Wochen, Auszeichnungen, Anmerkungen) | Höchstplatzierung, Gesamtwochen, AuszeichnungChartplatzierungen (Jahr, Titel, Musiklabel, Platzierungen, Wochen, Auszeichnungen, Anmerkungen) | Anmerkungen                                                   |
| Jahr | Titel Musiklabel                   | DE | AT | CH | UK | US | Latin | ES | Anmerkungen                                                   |
| ---- | ---------------------------------- | --- | --- | --- | --- | --- | --- | --- | ------------------------------------------------------------- |
| 1991 | Ricky Martin Sony Music            | — | — | — | — | — | — | — | Erstveröffentlichung: 26. November 1991                       |
| 1993 | Me amarás Sony Music               | — | — | — | — | — | — | — | Erstveröffentlichung: 13. April 1993                          |
| 1995 | A medio vivir Sony Music           | DE20 (11 Wo.)DE | AT22 (10 Wo.)AT | CH12 Gold · (20 Wo.)CH | — | US— GoldUS | Latin11 (96 Wo.)Latin | ES7 ×4Vierfachplatin · (61 Wo.)ES | Erstveröffentlichung: 13. Juli 1995 Verkäufe: + 1.800.000     |
| 1998 | Vuelve Sony Music                  | DE15 (19 Wo.)DE | AT22 (12 Wo.)AT | CH4 Platin · (34 Wo.)CH | — | US40 Platin · (41 Wo.)US | Latin1 (102 Wo.)Latin | ES1 ×6Sechsfachplatin · (38 Wo.)ES | Erstveröffentlichung: 10. Februar 1998 Verkäufe: + 2.756.000  |
| 1999 | Ricky Martin [1999] Sony Music     | DE2 Gold · (62 Wo.)DE | AT3 Gold · (23 Wo.)AT | CH2 Platin · (52 Wo.)CH | UK2 Platin · (63 Wo.)UK | US1 ×7Siebenfachplatin · (67 Wo.)US | — | ES1 ×3Dreifachplatin · (23 Wo.)ES | Erstveröffentlichung: 11. Mai 1999 Verkäufe: + 11.600.000     |
| 2000 | Sound Loaded Sony Music            | DE17 Gold · (20 Wo.)DE | AT23 (14 Wo.)AT | CH4 Gold · (24 Wo.)CH | UK14 Platin · (28 Wo.)UK | US4 ×2Doppelplatin · (31 Wo.)US | — | ES3 ×2Doppelplatin · (19 Wo.)ES | Erstveröffentlichung: 14. November 2000 Verkäufe: + 3.660.000 |
| 2003 | Almas del silencio Sony Music      | DE17 (10 Wo.)DE | AT28 (7 Wo.)AT | CH2 Gold · (19 Wo.)CH | — | US12 (9 Wo.)US | Latin1 ×4Vierfachplatin · (45 Wo.)Latin | ES2 Gold · (19 Wo.)ES | Erstveröffentlichung: 21. April 2003 Verkäufe: + 720.000      |
| 2005 | Life Sony BMG                      | DE57 (4 Wo.)DE | AT60 (2 Wo.)AT | CH17 (6 Wo.)CH | UK40 (2 Wo.)UK | US6 (9 Wo.)US | — | ES8 (10 Wo.)ES | Erstveröffentlichung: 7. Oktober 2005 Verkäufe: + 70.000      |
| 2011 | Música + alma + sexo Sony Latin    | — | — | CH49 (6 Wo.)CH | — | US3 (8 Wo.)US | Latin1 Platin · (32 Wo.)Latin | ES3 (32 Wo.)ES | Erstveröffentlichung: 1. Februar 2011 Verkäufe: + 290.000     |
| 2015 | A Quien Quiera Escuchar Sony Latin | — | — | CH49 (1 Wo.)CH | — | US20 (3 Wo.)US | Latin1 Platin · (54 Wo.)Latin | ES3 (37 Wo.)ES | Erstveröffentlichung: 9. Februar 2015 Verkäufe: + 235.000     |

grau schraffiert: keine Chartdaten aus diesem Jahr verfügbar

## Filmografie
- 2012: Glee (Fernsehserie, Folge 3x12)
- 2018: American Crime Story (Fernsehserie, 5 Folgen)
- 2020: Jingle Jangle Journey: Abenteuerliche Weihnachten! (Stimme)
- 2024: Palm Royale (Fernsehserie)

## Fernsehshows
- 2013–2015: The Voice (Juror)
- 2014: Keep Your Light Shining (Gastjuror)

## Buchveröffentlichung
- Ich. Hannibal Verlag, Höfen 2011, ISBN 978-3-85445-346-8 (Originalausgabe: Me).